# Нова Сушица
Нова Сушица (словен. Nova Sušica, итал. Sussizza Nuova) је насељено место у општини Пивка, Приморско-нотрањска регија, Словенија.

## Историја
До територијалне реорганизације у Словенији била је у саставу старе општине Постојна.

## Становништво
У попису становништва из 2011. године, Нова Сушица је имала 102 становника.
| Број становника према пописима | Број становника према пописима | Број становника према пописима |
| ------------------------------ | ------------------------------ | ------------------------------ |
| 1991                           | 2002                           | 2011                           |
| 111                            | 101                            | 102                            |

Напомена: Године 1994. смањена за део насеља који је спојен са деловима издвојеним од насеља Мала Пристава, Надање село и Стара Сушица у ново самостално насеље Рибница. Исте године увећан је за део насеља Рибница.